# Prosevania pyrrhosoma
Prosevania pyrrhosoma är en stekelart som först beskrevs av Jean-Jacques Kieffer 1911.  Prosevania pyrrhosoma ingår i släktet Prosevania och familjen hungersteklar. Inga underarter finns listade i Catalogue of Life.